# Stenogobius gymnopomus
Stenogobius gymnopomus е вид бодлоперка от семейство Попчеви (Gobiidae). Видът не е застрашен от изчезване.

## Разпространение и местообитание
Разпространен е в Бангладеш, Виетнам, Индия (Андамански острови, Гоа, Карнатака, Керала и Тамил Наду), Индонезия (Калимантан, Малки Зондски острови, Сулавеси и Суматра), Камбоджа, Мианмар, Сомалия, Тайланд, Танзания и Филипини.
Обитава крайбрежията на сладководни и полусолени басейни, морета и реки.

## Описание
На дължина достигат до 15 cm.